# Suzanne Somersová
Suzanne Somersová (nepřechýleně Suzanne Somers, rodným jménem Suzanne Marie Mahoney; 16. října 1946 San Bruno, Kalifornie, USA – 15. října 2023 Palm Springs, Kalifornie, USA) byla americká herečka. Její nejznámější rolí je postava Carol Fosterové v seriálu Krok za krokem, kde jejího filmového manžela ztvárnil Patrick Duffy jako Frank Lambert.

## Filmografie (výběr)

### Filmy
- 1977 Mravenci (TV film)
- 1985 Goodbye Charlie (krátkometrážní TV film)
- 1990 Bohatí muži, svobodné ženy (TV film)
- 1994 Oběti zla  (TV film)
- 1994 Šest vražd stačí, maminko!
- 1995 VH1's 8-Track Flashback (hudební pořad)
- 1996 Kolik váží duše (TV film)
- 1997 Zamilovaný Amor (TV film)
- 1998 Těžké časy (TV film)
- 1999 The Darklings (TV film)
- 2001 Řekni, že to tak není

### Seriály
- 1977–1981 Three's Company (TV seriál)
- 1987 She's the Sheriff (TV seriál)
- 1991–1998 Krok za krokem (TV seriál)
- 1998–2000 Candid Camera (TV show)